# La Ferrière (Vendée)
 La Ferrière  es una población y comuna francesa, en la región de Países del Loira, departamento de Vendée, en el distrito de La Roche-sur-Yon y cantón de Les Essarts.

## Demografía
| 2007 | 2009 | 2393 | 3361 | 3765 | 3948 |
| Para los censos de 1962 a 1999 la población legal corresponde a la población sin duplicidades (Fuente: INSEE [Consultar]) |      |      |      |      |      |